# Jaime Valdivielso de Cué
Jaime Valdivielso de Cué (Laudio, Àlaba, 8 de març de 1940 - 14 de març de 2016) va ser un empresari i polític basc. Advocat de professió, també va estudiar psicologia industrial i administració d'empreses. Començà a treballar com a empresari amb Vidrieras de Llodio SA (Villosa) i el 1973 fou alcalde de Llodio. El 1982 va dirigir la Cambra de Comerç i Indústria d'Àlaba, el 1983-1987 fou president de la comissió d'Ordenació Territorial i Medi ambient i de la comissió d'Indústria del Consell Superior de Cambres de Comerç d'Espanya.
Fou elegit diputat dins les llistes del Partit Popular a les eleccions al Parlament Europeu de 1994 i 1999. De 2002 a 2004 fou vicepresident de la Comissió d'Indústria, Comerç Exterior, Investigació i Energia del Parlament Europeu.